# Cayo Popilio Caro Pedón
Cayo o Gayo Popilio Caro Pedón (en latín: Gaius Popilius Carus Pedo) fue un senador romano que vivió en el siglo II, y desarrolló su cursus honorum bajo los reinados de Adriano, Antonino Pío, y Marco Aurelio. Fue cónsul sufecto en el año 147 junto con Sexto Coceyo Severiano Honorino.

## Orígenes y familia
Se ha interpretado que su cognomen indica que Caro Pedón tenía sus orígenes en una de las provincias occidentales del Imperio, aunque algunos expertos se inclinan por un origen italiano. Ronald Syme enumero 21 ejemplos del cognomen "Pedón" en la región de los Alpes occidentales, aunque su pertenencia a la tribu "Quirina" excluye a la Galia Narbonensis; sin embargo, Syme también encontró 16 ejemplares del gentilicium Popilio en las provincias hispanas.
Varios expertos, incluido Syme, han sugerido que Caro Pedón está relacionado familiarmente con Marco Pedón Vergiliano, cónsul sufecto en el año 115, basándose en compartir su gentilicium poco común; Sin embargo, como se sabe que el praenomen del padre de Caro Pedón era "Gayo", si están relacionados, este Pedón sería un sobrino o primo del cónsul del año 115. Por otro lado, los expertos consideran a Caro Pedón el abuelo de Gayo Popilio Pedón Aproniano, cónsul ordinario en el año 191.

## Carrera política
El cursus honorum de Pedón está documentado en una inscripción encontrada en Tibur. Comenzó su carrera senatorial probablemente en su juventud como miembro de los decemviri stlitibus iudicandis, parte del vigintivirato, un colegium menor en el que los senadores jóvenes sirven al comienzo de sus carreras. Luego fue tribuno militar en la Legio III Cyrenaica, alrededor de los años 132-135, que estaba estacionada en Siria en ese momento; mientras ocupaba este cargo recibió una condecoración militar. A esto le siguió el ejercicio sucesivo de la serie tradicional de magistraturas republicanas, todas como candidato del emperador: cuestor, tribuno de la plebe y, por último, pretor. En este punto, Pedón fue nombrado legatus legionis o comandante de la Legio X Fretensis alrededor del año 141, pero rechazó el puesto por razones desconocidas. "Existe la opinión de que lo hizo debido a su mala salud", escribe Edward Dabrowa. Sin embargo, "la negativa no afectó su carrera posterior".
Caro Pedón ocupó dos puestos administrativos civiles antes de su consulado. El primero fue como curator de tres calzadas importantes: la Via Aurelia, tanto el tramo antiguo como el nuevo, la Via Cornelia y la Via Triumphalis. Su siguiente puesto fue el de prefecto del aerarium Saturni, que Mireille Corbier data en los años 144-146. Después de su consulado en el año 147, Pedón fue admitido en el collegium de los Septemviri epulonum; Dabrowa estima que esto sucedió entre los años 147 y 152. También después de su consulado, Pedón fue nombrado curator del operum publicorum, uno de los supervisores de las obras públicas de Roma; una inscripción atestigua que fue curator el 19 de septiembre del año 150. Luego fue nombrado gobernador de la provincia de Germania Superior entre los años 152 y 155. Al regresar a Roma, Pedón fue admitido en otro sacerdocio, los sodales Hadrianales, hacia los años 159-160. Entre los años 161-162, Pedón fue nombrado gobernador y censor de la Galia Lugdunensis, y al regresar a Roma fue nombrado inmediatamente gobernador de la provincia senatorial de Asia, cargo que ejerció entre los años 162-163.